# Michael Frontzeck
Michael Frontzeck (* 26. März 1964 in Mönchengladbach) ist ein ehemaliger deutscher Fußballspieler und heutiger -trainer.

## Karriere

### Als Spieler
Frontzeck war Schüler am Gymnasium Odenkirchen in Mönchengladbach und begann seine Fußballkarriere bei der SpVg Odenkirchen. Er spielte von 1982 bis 2000 als linker Außenverteidiger in der Fußball-Bundesliga für Borussia Mönchengladbach (1982–1989, 1995/96 und 1999–2000), den VfB Stuttgart, den VfL Bochum und den SC Freiburg und absolvierte in dieser Zeit 436 Bundesligaspiele, in denen er 37 Tore erzielte. Der größte Erfolg seiner Karriere war der Gewinn der Deutschen Meisterschaft in der Saison 1991/92 mit dem VfB Stuttgart. Außerdem stand Frontzeck in den Spielzeiten 1995/96 und 1996/97 in England bei Manchester City unter Vertrag und spielte dort in der 1. und 2. englischen Liga.
In der Nationalmannschaft hatte er zwischen 1984 und 1992 19 Einsätze und wurde mit der Mannschaft bei der Fußball-Europameisterschaft 1992 in Schweden Vize-Europameister.

### Als Trainer
Nach seiner aktiven Laufbahn wurde Frontzeck im Juli 2000 neben Manfred Stefes Assistenztrainer von Hans Meyer bei Borussia Mönchengladbach und absolvierte gleichzeitig die Fußballlehrerausbildung in Köln, die er mit Auszeichnung bestand. Unter Meyers Nachfolger Ewald Lienen setzte er seine Tätigkeit bei Mönchengladbach fort und wurde im September 2003 zusammen mit Lienen entlassen. Im Frühjahr 2004 engagierte ihn Lienen, der bei Hannover 96 angeheuert hatte, für die Position des Assistenztrainers. Im November 2005 wurden sie erneut zusammen entlassen.
In der Saison 2006/07 trat Frontzeck nach drei Spieltagen die Nachfolge von Dieter Hecking als Trainer von Alemannia Aachen an, der von Hannover 96 abgeworben worden war. Mit der Alemannia stieg Frontzeck in die 2. Bundesliga ab. Unmittelbar nach dem letzten Saisonspiel gegen den Hamburger SV trat er am 19. Mai 2007 als Trainer zurück. Am 1. Januar 2008 wurde er neuer Cheftrainer von Arminia Bielefeld. Er unterzeichnete einen bis zum 30. Juni 2009 gültigen Vertrag und schaffte in der Saison 2007/08 mit Arminia Bielefeld den Klassenerhalt in der 1. Bundesliga. Seine Vertragslaufzeit wurde bis 2010 verlängert. Nach Abschluss des 33. Spieltages wurde er am 17. Mai 2009, einen Tag nach einer 0:6-Niederlage bei Borussia Dortmund, vom Vorstand mit beurlaubt. Es war das zweite Mal in der Geschichte der Bundesliga (nach Fritz Pliska mit Rot-Weiss Essen im Juni 1967), dass ein Trainer einen Spieltag vor Saisonende von seinen Aufgaben entbunden wurde.
Ab 1. Juli 2009 war Frontzeck Cheftrainer des Bundesligisten Borussia Mönchengladbach. Der bis zum 30. Juni 2011 datierte Vertrag wurde am 18. Juli 2010 bis Juni 2013 verlängert. Am 13. Februar 2011 wurde Frontzeck nach Niederlagen gegen die beiden direkten Konkurrenten im Abstiegskampf, den VfB Stuttgart und den FC St. Pauli, als Trainer entlassen. 
Am 3. Oktober 2012 trat er beim FC St. Pauli die Nachfolge des zuvor beurlaubten Trainers André Schubert an. Er schaffte mit dem Verein den Klassenerhalt, wurde jedoch am 6. November 2013 beurlaubt, da er und die Vereinsführung unterschiedliche Vorstellungen über den Zeitpunkt seiner Vertragsverlängerung hatten.
Am 21. April 2015 übernahm er für die restlichen fünf Spieltage der Saison 2014/15 die auf dem 15. Tabellenplatz stehende Bundesligamannschaft von Hannover 96, die zu diesem Zeitpunkt seit 13 Spieltagen sieglos geblieben war, vom beurlaubten Tayfun Korkut. Er hielt mit einer Bilanz von zwei Siegen, zwei Unentschieden und einer Niederlage die Klasse. Daraufhin wurde der Vertrag bis 2017 verlängert. Am 21. Dezember 2015 trat er als Trainer zurück. Hannover 96 befand sich zum Ende der Hinrunde der Saison 2015/16 auf dem vorletzten Tabellenplatz in der Bundesliga.
Am 1. Februar 2018 übernahm Frontzeck die nach 19 Spielen mit 12 Punkten auf dem letzten Tabellenplatz stehende Zweitligamannschaft des 1. FC Kaiserslautern von Interimstrainer Hans Werner Moser, der das Team aufgrund des krankheitsbedingten Ausfalls von Jeff Strasser am 26. Januar 2018 übernommen hatte. Er erhielt einen bis zum 30. Juni 2019 laufenden Vertrag. Unter Frontzeck erspielte die Mannschaft 23 Punkte und verringerte den Abstand auf die Nichtabstiegsplätze, stieg aber mit 35 Punkten und fünf Punkten Rückstand auf den Relegationsplatz als Tabellenletzter in die 3. Liga ab. Frontzeck blieb Trainer. Er wurde am 1. Dezember 2018 nach einem 0:5 gegen die SpVgg Unterhaching entlassen, als die Mannschaft den zehnten von 20 Plätzen belegte und damit von einem Wiederaufstiegsplatz weit entfernt war.
Zur Saison 2021/22 wurde Frontzeck gemeinsam mit Kevin Hofland Co-Trainer des ebenfalls neu eingestellten Cheftrainers Mark van Bommel beim VfL Wolfsburg. Nachdem van Bommel und Hofland nach dem 9. Spieltag freigestellt worden waren, verblieb Frontzeck unter dem neuen Cheftrainer Florian Kohfeldt im Trainerstab. Im März 2022 musste er sich einer Operation im Gesicht unterziehen, weshalb er bis zum Saisonende nicht zur Verfügung stand. Nachdem sich der Verein kurz nach dem letzten Spieltag von Kohfeldt getrennt und Niko Kovač als Nachfolger präsentiert hatte, verließ Frontzeck den Verein.

## Familie
Frontzeck ist seit dem 12. April 1987 verheiratet und hat zwei Kinder. Sein Vater Friedhelm (1938–2024) war von 1959 bis 1963 ebenfalls Spieler bei Borussia Mönchengladbach und gewann 1960 den DFB-Pokal.